# Samoa na Mistrzostwach Świata w Lekkoatletyce 2011
Samoa na Mistrzostwach Świata w Lekkoatletyce 2011 było reprezentowane przez 1 zawodnika – Ah Chong Sam Chonga, dla którego był to pierwszy start w karierze na mistrzostwach świata i drugi, po starcie w biegu na 110 metrów przez płotki podczas Mistrzostw Świata Juniorów w Lekkoatletyce 1998, w karierze start w oficjalnych zawodach mistrzowskich rozgrywanych pod egidą IAAF. Wystartował on w jednej konkurencji, biegu na 100 m, w którym w preeliminacjach zajął trzecią od końca, 28. pozycję, uzyskując czas 12,36 i ustanawiając swój rekord życiowy.

## Wyniki reprezentantów Samoa

### Mężczyźni

#### Konkurencje biegowe
| Konkurencja   | Zawodnik           | Preeliminacje | Preeliminacje | Runda 1  | Runda 1 | Półfinał | Półfinał | Finał    | Finał   |
| Konkurencja   | Zawodnik           | Rezultat      | Pozycja       | Rezultat | Pozycja | Rezultat | Pozycja  | Rezultat | Pozycja |
| ------------- | ------------------ | ------------- | ------------- | -------- | ------- | -------- | -------- | -------- | ------- |
| Bieg na 100 m | Ah Chong Sam Chong | 12,36         | 28.           | nq       | nq      | nq       | nq       | nq       | nq      |